# Nordijsko skijanje
Nordijsko skijanje  je vrsta skijanja, kod kojeg je skijaški vez konstruiran tako da su prsti skijaša pričvršćeni za skiju, a peta skijaša je slobodna. Ime je dobilo po zemljama u kojima je povijesno nastalo a i danas je najraširenije upravo u nordijskim zemljama - Finskoj, Norveškoj, Švedskoj. Nordijsko skijanje je popularan vid rekreacije ali i natjecateljski sport koji je standardan na Zimskim olimpijskim igrama.
Osnova tehnike u nordijskom je karakteristika veza koji omogućava odizanje pete skijaša od same skije, što omogućava zamah i potiskivanje skije. Poznata je i tehnika telemark, koja se najviše koristi u skijaškim skokovima.
Postoje dvije osnovne discipline natjecanja u nordijskom skijanju: skijaško trčanje te skijaški skokovi. Osim toga, skijaško trčanje je sastavni dio dva kombinirana sporta: nordijske kombinacije, koja povezuje skijaško trčanje i skijaške skokove, te biatlona, koji povezuje skijaško trčanje i streljaštvo.